# Stockbridge, Edinburgh
Stockbridge är ett område i Edinburgh, Skottland beläget norr om stadens centrum, ungefär 1 kilometer från Edinburgh Castle. Det var ursprungligen landsbygd men inlemmades i staden på 1800-talet. Namnet kommer från en träbro (jämför svenska ordet "stock") som gick över vattendraget Water of Leith. Den nuvarande bron på platsen har namnet  "Stock Bridge" och är en stenbro från 1801.